# Bahnstrecke Straußfurt–Großheringen
| Streckennummer (DB): | 6721                 |                                                                            |                                                                            |
| Kursbuchstrecke (DB): | 594                  |                                                                            |                                                                            |
| Kursbuchstrecke: | 159d (1934)          |                                                                            |                                                                            |
| Streckenlänge: | 52,770 km            |                                                                            |                                                                            |
| Spurweite: | 1435 mm (Normalspur) |                                                                            |                                                                            |
| Streckenklasse: | CM4                  |                                                                            |                                                                            |
| Maximale Neigung: | 10,8 ‰               |                                                                            |                                                                            |
| Streckengeschwindigkeit: | 80 km/h              |                                                                            |                                                                            |
| |                      |                                                                            |                                                                            |
| \| \| \| von Erfurt Hbf \| \| \| \| 0,000 \| Straußfurt \| Straußfurt \| \| \| \| nach Ballstädt \| \| \| \| \| nach Wolkramshausen \| \| \| \| 1,050 \| Infrastrukturgrenze DB InfraGO / ThE \| Infrastrukturgrenze DB InfraGO / ThE \| \| \| 6,900 \| Weißensee (Thür) \| Weißensee (Thür) \| \| \| \| Unstrut \| \| \| \| \| nach Sömmerda (oberer Bf) \| \| \| \| 12,620 \| Sömmerda unt Bf (Erfurt Hbf–Sangerhausen) \| Sömmerda unt Bf (Erfurt Hbf–Sangerhausen) \| \| \| \| Lossa \| \| \| \| 18,342 \| Kiebitzhöhe \| Kiebitzhöhe \| \| \| 21,280 \| Kölleda \| Kölleda \| \| \| \| nach Laucha \| \| \| \| 24,661 \| Großneuhausen (ehem. Bf) \| Großneuhausen (ehem. Bf) \| \| \| \| Lossa \| \| \| \| 28,695 \| Olbersleben \| Olbersleben \| \| \| \| Schmalspurbahn Weimar–Rastenberg \| \| \| \| \| \| \| \| \| 31,318 \| Guthmannshausen (ehem. Bf) (Übergang zur Schmalspurbahn Weimar–Rastenberg) \| Guthmannshausen (ehem. Bf) (Übergang zur Schmalspurbahn Weimar–Rastenberg) \| \| \| \| \| \| \| \| 33,700 \| Schnellfahrstrecke Erfurt–Leipzig \| Schnellfahrstrecke Erfurt–Leipzig \| \| \| \| \| \| \| \| 35,100 \| Buttstädt (früher: Buttstädt Reichsbahn) \| Buttstädt (früher: Buttstädt Reichsbahn) \| \| \| \| \| \| \| \| \| Schmalspurbahn nach Mannstedt und nach Rastenberg \| \| \| \| \| Landesgrenze Thüringen / Sachsen-Anhalt \| \| \| \| 39,812 \| Tromsdorf \| Tromsdorf \| \| \| \| Landesgrenze Sachsen-Anhalt / Thüringen \| \| \| \| 45,090 \| Eckartsberga (Thür) \| Eckartsberga (Thür) \| \| \| 47,677 \| Auerstedt \| Auerstedt \| \| \| 50,478 \| Bad Sulza Nord \| Bad Sulza Nord \| \| \| \| Bebra–Halle (Saale) Hbf \| \| \| \| 52,220 \| Infrastrukturgrenze ThE / DB InfraGO \| Infrastrukturgrenze ThE / DB InfraGO \| \| \| \| von Bebra \| \| \| \| 52,770 \| Großheringen \| Großheringen \| \| \| \| nach Saalfeld (Saale) \| \| \| \| \| nach Halle (Saale) Hbf \| \| \| \| \| \| \| \| Quellen: [1][2] \| \| \| \| |                      |                                                                            |                                                                            |
| Strecke |                      | von Erfurt Hbf                                                             | von Erfurt Hbf                                                             |
| Bahnhof | 0,000                | Straußfurt                                                                 | Straußfurt                                                                 |
| Abzweig geradeaus und ehemals nach links |                      | nach Ballstädt                                                             | nach Ballstädt                                                             |
| Abzweig geradeaus und nach links |                      | nach Wolkramshausen                                                        | nach Wolkramshausen                                                        |
| Wechsel des Eisenbahninfrastrukturunternehmens | 1,050                | Infrastrukturgrenze DB InfraGO / ThE                                       | Infrastrukturgrenze DB InfraGO / ThE                                       |
| Bahnhof | 6,900                | Weißensee (Thür)                                                           | Weißensee (Thür)                                                           |
| Brücke über Wasserlauf |                      | Unstrut                                                                    | Unstrut                                                                    |
| Abzweig geradeaus und nach rechts |                      | nach Sömmerda (oberer Bf)                                                  | nach Sömmerda (oberer Bf)                                                  |
| Turmbahnhof geradeaus unten | 12,620               | Sömmerda unt Bf (Erfurt Hbf–Sangerhausen)                                  | Sömmerda unt Bf (Erfurt Hbf–Sangerhausen)                                  |
| Brücke über Wasserlauf |                      | Lossa                                                                      | Lossa                                                                      |
| Haltepunkt / Haltestelle | 18,342               | Kiebitzhöhe                                                                | Kiebitzhöhe                                                                |
| Bahnhof | 21,280               | Kölleda                                                                    | Kölleda                                                                    |
| Abzweig geradeaus und ehemals nach links |                      | nach Laucha                                                                | nach Laucha                                                                |
| Haltepunkt / Haltestelle | 24,661               | Großneuhausen (ehem. Bf)                                                   | Großneuhausen (ehem. Bf)                                                   |
| Brücke über Wasserlauf |                      | Lossa                                                                      | Lossa                                                                      |
| Bahnhof | 28,695               | Olbersleben                                                                | Olbersleben                                                                |
| Kreuzung (Querstrecke außer Betrieb) |                      | Schmalspurbahn Weimar–Rastenberg                                           | Schmalspurbahn Weimar–Rastenberg                                           |
| |                      |                                                                            |                                                                            |
| Haltepunkt / Haltestelle | 31,318               | Guthmannshausen (ehem. Bf) (Übergang zur Schmalspurbahn Weimar–Rastenberg) | Guthmannshausen (ehem. Bf) (Übergang zur Schmalspurbahn Weimar–Rastenberg) |
| |                      |                                                                            |                                                                            |
| Kreuzung geradeaus unten | 33,700               | Schnellfahrstrecke Erfurt–Leipzig                                          | Schnellfahrstrecke Erfurt–Leipzig                                          |
| |                      |                                                                            |                                                                            |
| Bahnhof | 35,100               | Buttstädt (früher: Buttstädt Reichsbahn)                                   | Buttstädt (früher: Buttstädt Reichsbahn)                                   |
| |                      |                                                                            |                                                                            |
| Abzweig geradeaus und ehemals nach links |                      | Schmalspurbahn nach Mannstedt und nach Rastenberg                          | Schmalspurbahn nach Mannstedt und nach Rastenberg                          |
| Grenze |                      | Landesgrenze Thüringen / Sachsen-Anhalt                                    | Landesgrenze Thüringen / Sachsen-Anhalt                                    |
| Haltepunkt / Haltestelle | 39,812               | Tromsdorf                                                                  | Tromsdorf                                                                  |
| Grenze |                      | Landesgrenze Sachsen-Anhalt / Thüringen                                    | Landesgrenze Sachsen-Anhalt / Thüringen                                    |
| Bahnhof | 45,090               | Eckartsberga (Thür)                                                        | Eckartsberga (Thür)                                                        |
| Haltepunkt / Haltestelle | 47,677               | Auerstedt                                                                  | Auerstedt                                                                  |
| Haltepunkt / Haltestelle | 50,478               | Bad Sulza Nord                                                             | Bad Sulza Nord                                                             |
| Kreuzung geradeaus oben |                      | Bebra–Halle (Saale) Hbf                                                    | Bebra–Halle (Saale) Hbf                                                    |
| Wechsel des Eisenbahninfrastrukturunternehmens | 52,220               | Infrastrukturgrenze ThE / DB InfraGO                                       | Infrastrukturgrenze ThE / DB InfraGO                                       |
| Abzweig geradeaus und von links |                      | von Bebra                                                                  | von Bebra                                                                  |
| Bahnhof | 52,770               | Großheringen                                                               | Großheringen                                                               |
| Abzweig geradeaus und nach rechts |                      | nach Saalfeld (Saale)                                                      | nach Saalfeld (Saale)                                                      |
| Strecke |                      | nach Halle (Saale) Hbf                                                     | nach Halle (Saale) Hbf                                                     |
| |                      |                                                                            |                                                                            |
| Quellen: |                      |                                                                            |                                                                            |

Die Bahnstrecke Straußfurt–Großheringen (auch Pfefferminzbahn oder Pfeffibahn) ist eine Nebenbahn in Thüringen und Sachsen-Anhalt, die ursprünglich durch die Saal-Unstrut-Eisenbahn-Gesellschaft (SUE) erbaut wurde. Sie führt von Straußfurt über Sömmerda und Kölleda zum Eisenbahnknoten Großheringen.

## Name der Strecke
Zur Gründungszeit der Strecke war Kölleda ein Zentrum des Kräuteranbaus. Unter anderem zum Transport der Pfefferminze wurde die Bahnstrecke erbaut.

## Geschichte

Stamm-Aktie über 100 Thaler der Saal-Unstrut-Eisenbahn-Gesellschaft

Mit dem Abschluss eines Staatsvertrages vom 31. Juli 1870 schufen Preußen und das Großherzogtum Sachsen-Weimar-Eisenach die Voraussetzungen zum Bau der Saal-Unstrut-Eisenbahn. Die im gleichen Jahr in Kölleda gegründete Saal-Unstrut-Eisenbahn-Gesellschaft erhielt die preußische Konzession für den Bahnbau am 9. März 1872, die Konzession des Großherzogtums folgte am 11. April 1872. Die 53 Kilometer lange eingleisige Normalspurstrecke konnte jedoch erst am 14. August 1874 eröffnet werden.
Die enge finanzielle Ausstattung der Gesellschaft erlaubte nicht die Anschaffung des erforderlichen rollenden Materials, sodass man am 1. Juli 1874 die benachbarte Nordhausen-Erfurter Eisenbahn-Gesellschaft vertraglich beauftragte, den Betrieb auf der Strecke zu führen und die Verwaltung der Saal-Unstrut-Eisenbahn-Gesellschaft zu übernehmen. Durch überhöhte Baukosten, die der Generalunternehmer der Gesellschaft abgerechnet hatte, und die ab 1873 durch den „Eisenbahnkönig“ Strousberg mit verursachte und rund 20 Jahre währende Gründerkrise war ein Zusammenbruch der SUE im Jahr 1877 nicht zu vermeiden. Nach Abschluss des Konkurses ging die Bahn am 1. Januar 1882 auf die Nordhausen-Erfurter Eisenbahn-Gesellschaft über und wurde 1887 mit dieser in die Preußischen Staatseisenbahnen verstaatlicht.

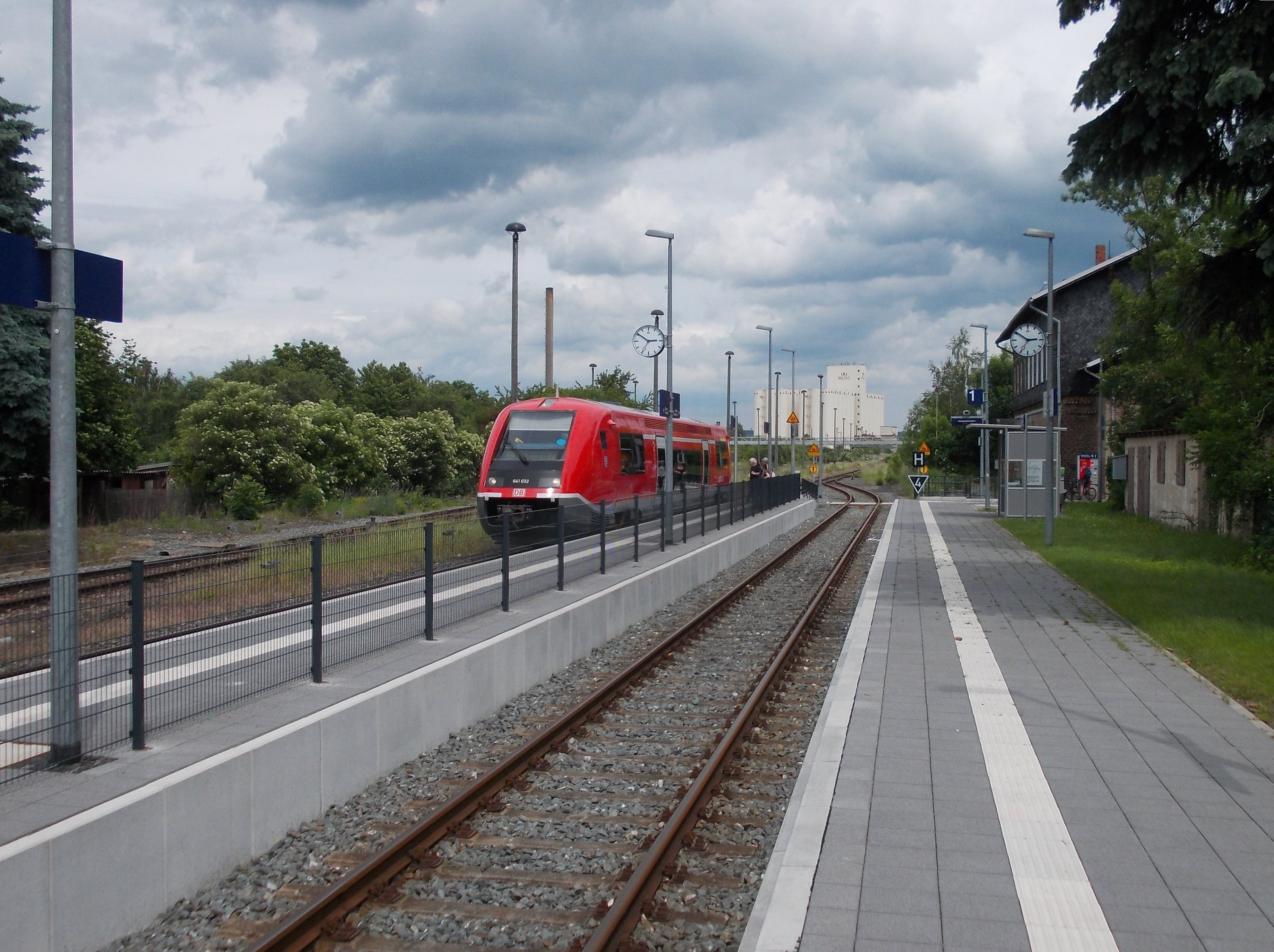
Ausgebauter Bahnhof in Buttstädt

Seit 2005 ist die Streckeninfrastruktur von der DB Netz AG an die Thüringer Eisenbahn GmbH verpachtet. Die Züge fuhr zunächst weiterhin die DB Regio Südost. In den Jahren 2005 bis 2006 wurde der östlich von Sömmerda gelegene Teil der Pfefferminzbahn modernisiert und für eine Geschwindigkeit von 80 km/h ertüchtigt, die Stationen Eckartsberga und Olbersleben-Ellersleben wurden zu Bahnhöfen mit Rückfallweichen für Zugkreuzungen ausgebaut. Auf diesem Abschnitt verkehrten dann Dieseltriebwagen der Baureihe 641. Am 9. Dezember 2007 wurde der Personenverkehr auf dem westlichen Streckenabschnitt zwischen Straußfurt und Sömmerda eingestellt und somit der Bahnhof Weißensee nicht mehr im Personenverkehr bedient.
Im Juli 2015 kam es aufgrund akuten Lokführermangels bei der DB Regio zu einer vorübergehenden Einstellung des Personenverkehrs. Da die Triebwagen der Baureihe 641 für andere Strecken gebraucht wurden, verkehrten bis zum Betreiberwechsel 2017 Triebwagen der Baureihe 642.
Die Nahverkehrsservicegesellschaft Thüringen als zuständiger Aufgabenträger startete im Dezember 2015 die Ausschreibung des Personenverkehrs zwischen Sömmerda und Buttstädt für den Zeitraum von Dezember 2017 bis 2024. Den Zuschlag für die nur noch acht, werktags neun, Zugpaare erhielt die Erfurter Bahn, die mit Dieseltriebwagen des Typs Regio-Shuttle geboten hatte. Der Personenverkehr zwischen Buttstädt und dem Knoten Großheringen wurde mit dem Fahrplanwechsel im Dezember 2017 wegen fehlender Gelder und geringer Auslastung eingestellt. Eine Petition beim Thüringer Landtag zum Erhalt der Pfefferminzbahn und besseren Anschlüssen nach Jena im Jahr 2017 erhielt rund 3000 Unterschriften. Da mit der Verkürzung weder Personal auf den Stellwerken noch Streckeninstandhaltungsmaßnahmen gespart werden können, kompensiert der Infrastrukturbetreiber Thüringer Eisenbahn die Mindereinnahmen durch eine annähernde Verdopplung der Trassenpreise von circa 8 auf 15 Euro pro Kilometer für Personenzüge.
Ab dem 8. Januar 2018 fuhr die Erfurter Bahnservice montags bis freitags einen lokbespannten Personenzug zwischen Buttstädt und Sömmerda. Das Angebot wurde am 2. März 2018 wieder eingestellt, weil eine finanzielle Unterstützung für die Verdichterleistungen durch den Freistaat Thüringen nicht in Aussicht war. Am 31. März 2018 wurde in Buttstädt der gemeinnützige Verein „Pfefferminzbahn“ gegründet. Als Folge einer Fahrgastbefragung wurde ab 13. August ein zusätzlicher Zug nachmittags zwischen 15 und 17 Uhr bestellt.

## Streckenbeschreibung

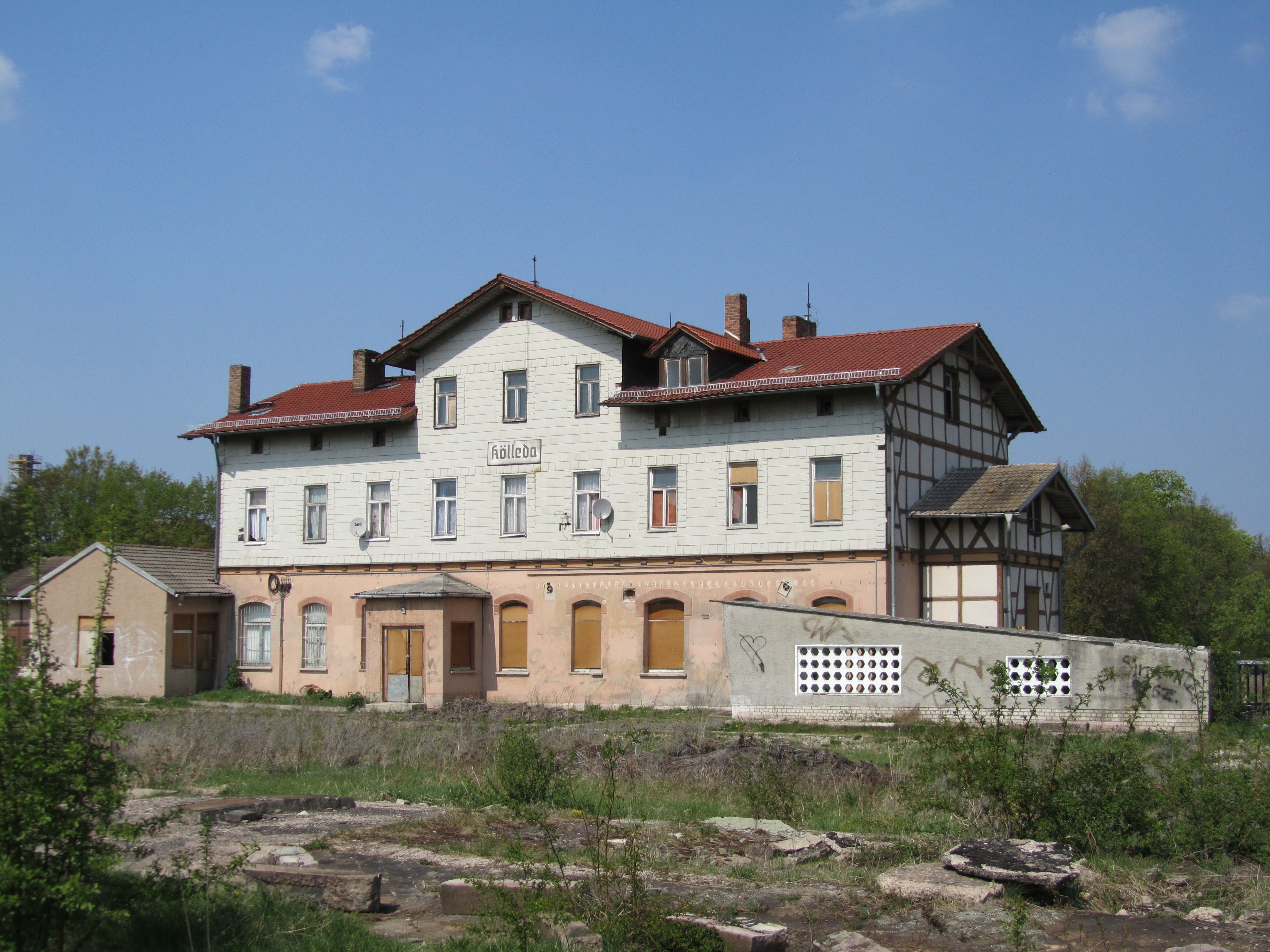
Früheres Empfangsgebäude in Kölleda

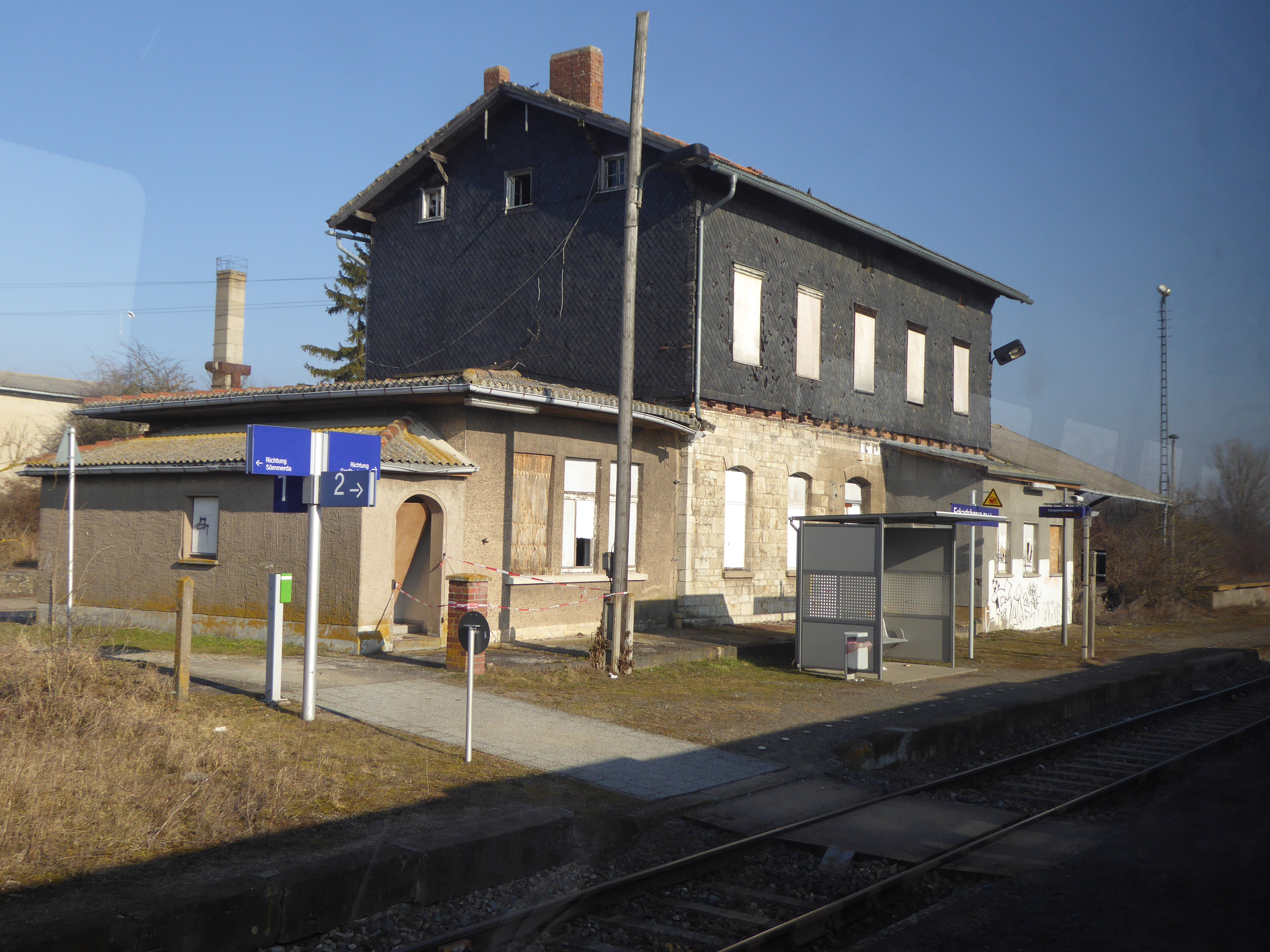
Bahnhof Eckartsberga im Februar 2017, Blick aus dem Zug

Die Strecke führt von Straußfurt an der Bahnstrecke Wolkramshausen–Erfurt über Sömmerda und Kölleda am Südrand der Höhenzüge Schmücke und Finne entlang zum Bahnknoten Großheringen. Hier trifft sie auf die 1846 von der Thüringischen Eisenbahn-Gesellschaft eröffnete Bahnstrecke Halle–Bebra sowie auf die Saalbahn nach Saalfeld.
In Sömmerda kreuzt die am 1. Oktober 1879 von der Magdeburg-Halberstädter Eisenbahn-Gesellschaft eröffnete Bahnstrecke Sangerhausen–Erfurt. Ab 1891 bestand in Buttstädt eine Verbindung mit der schmalspurigen Weimar-Rastenberger Eisenbahn, die in Guthmannshausen die Pfefferminzbahn kreuzte; sie gehörte später zur Centralverwaltung für Secundairbahnen Herrmann Bachstein. 1914 eröffnete die Preußische Staatseisenbahn in drei Abschnitten die Bahnstrecke Laucha–Kölleda. Westlich von Buttstädt überquert die Neubaustrecke Erfurt–Leipzig/Halle die Pfefferminzbahn.
Die Pfefferminzbahn beginnt und endet in Thüringen. Zwischen Buttstädt und Tromsdorf wird die Landesgrenze zu Sachsen-Anhalt überschritten. Direkt vor dem Bahnhof von Eckartsberga führt die Strecke wieder auf Thüringer Gebiet.

## Personenverkehr
- 1880: täglich drei Zugpaare, Reisezeit rund 2 Stunden und 54 Minuten
- 1913: täglich sieben Zugpaare, Reisezeit rund 2 Stunden und 14 Minuten
- 1936: täglich sechs Zugpaare, Reisezeit rund 1 Stunde und 50 Minuten
- 2006: täglich acht Zugpaare im Zweistundentakt, Reisezeit rund 1 Stunde und 29 Minuten
- 2007: täglich dreizehn Zugpaare im Zweistundentakt mit Verstärkerfahrten, Reisezeit rund 1 Stunde und 24 Minuten
- 2007: Einstellung des Personenverkehrs auf dem Abschnitt Straußfurt–Sömmerda zum Fahrplanwechsel am 9. Dezember
- 2009: täglich zehn durchgehende Zugpaare Sömmerda–Großheringen mit Kreuzung in Olbersleben im Zweistundentakt mit Verstärkerzügen, Reisezeit 50 Minuten
- 2017: acht, werktags neun, Zugpaare Sömmerda–Buttstädt, Reisezeit 25 bzw. 26 Minuten, Einstellung Personenverkehr Buttstädt–Großheringen

Für die aktuelle Bedienung der Strecke im Personenverkehr wird nur ein Triebwagen benötigt, sodass keine planmäßigen Kreuzungen mit anderen Personenzügen vorgesehen sind. Die Wendezeit in Sömmerda beträgt 11 Minuten, in Buttstädt 58 Minuten.
Am 1. Mai 2018 führte der Förderverein Finnebahn e. V. (FFB) anlässlich des Freyburger Weinfrühlings die erste Sonderfahrt unter der Bezeichnung „Finne-Unstrut-Xpress“ (FUX) durch, die von Sömmerda über Buttstädt ins Unstruttal führte.